# Champs, Orne
Champs là một xã thuộc tỉnh Orne vùng Normandie tây bắc nước nước Pháp. Xã này nằm ở khu vực có độ cao trung bình 169 mét trên mực nước biển.